# 消耗殆盡的男人
《消耗殆盡的男人》是一部由愛倫·坡於1839年所著的短篇小說，當時發佈在雜誌Burton's Gentleman's Magazine上。

## 故事簡介
主角在朋友的介紹下，認識了一位新朋友史密斯准將，准將英勇地參加了與印第安人的戰爭，而且談吐優雅、外表吸引人又學識淵博，主角非常欣賞這位新認識的朋友，不過准將一直都不願提有關戰爭的話題。主角四处打聽有關准將的消息，但每次談到有關戰爭的事情時，總會被人打斷。於是決心親自向准將提問，結果去到准將的家，發現准將全身的器官都是人造的。